# Чирков Олександр Семенович
Олександр Семенович Чиркóв (1 листопада 1941, Камишин) — доктор філологічних наук, професор, академік АН ВШ України, завідувач кафедри германської філології та зарубіжної літератури Навчально-наукового інституту іноземної філології Житомирського державного університету імені Івана Франка, керівник Науково-творчого комплексу «Драматургія».

## Біографія
Народився 1 листопада 1941 р. під час евакуації в місті Камишин Сталінградської (нині Волгоградської) області. Після відступу німецької армії з Житомира 1944 сім'я повернулася до міста.
1958 закінчив школу № 6 м. Житомира з золотою медаллю. У 1959—1964 рр. навчався на філологічному факультеті Житомирського педагогічного інституту, де здобув кваліфікацію вчителя російської мови, літератури і німецької мови.
Після закінчення інституту вісім років працював вчителем німецької мови спочатку в Олевському районі Житомирської області, а згодом у м. Горлівка (середня школа № 48), де також був інспектором шкіл міськвно, потім заступником директора вечірньої школи № 1.
Без навчання в аспірантурі написав і захистив у 1972 р. в Інституті літератури Академії Наук України кандидатську дисертацію «Традиції і новаторство в драматургії Бертольта Брехта». З вересня 1972 р. по лютий 1981 р. працював спочатку старшим викладачем, а потім доцентом кафедри російської та зарубіжної літератури Рівненського педагогічного інституту.
З 1981 р. і по сьогодні працює в Житомирському державному університеті імені Івана Франка (до 1999 року — Житомирський педагогічний інститут) спочатку доцентом, а потім завідувачем кафедри зарубіжної літератури, згодом — кафедри теорії та історії світової літератури на філологічному факультеті. Сьогодні О. С. Чирков — професор, завідувач кафедри германської філології та зарубіжної літератури Навчально-наукового інституту іноземної філології ЖДУ імені Івана Франка.
У 1989 р. в Інституті літератури АН України відбувся успішний захист докторської дисертації «Епічна драма. Проблеми теорії. Поетика». У 1990 р. йому було присвоєне вчене звання професора. З 1993 р. — академік АН ВО України. У 2009 році — заслужений працівник освіти України.
З 1992 р. за його ініціативою відкрито аспірантуру зі спеціальності «Теорія літератури». Під науковим керівництвом О. С. Чиркова до 2012 р. успішно завершили роботу над дисертаційними дослідженнями та отримали наукові ступені кандидатів філологічних наук 13 його учнів. У 2008 р. було одержано також дозвіл на відкриття докторантури.
Під його науковим керівництвом молоде покоління літературознавців Житомирського університету продовжує досліджувати актуальні проблеми теорії та історії драми у межах Науково-творчого комплексу «Драматургія», започатковано проведення в університеті міжнародних конференцій «Драматургічні читання» і «Брехтівські читання», видається щорічний збірник філологічних наукових праць «Брехтівський часопис».

## Наукові інтереси та творчість
Наукові інтереси професора О. С. Чиркова багатогранні. Він виступає як теоретик та історик зарубіжної та української літератури, театральний критик, театрознавець. Багато уваги О. С. Чирков приділяє також проблемам методики викладання зарубіжної літератури в школі. У 1990-ті роки авторський колектив під його керівництвом підготував та опублікував перші підручники та хрестоматії з нового для незалежної України шкільного курсу «Зарубіжної літератури». Він є членом редколегії низки фахових часописів і наукових вісників.
Чирков О. С. заснував та очолив редколегію збірника наукових праць «Брехтівський часопис: Статті. Доповіді. Есе», здійснює наукове редагування видань та входить до редакційної колегії журналів: «Волинь-Житомирщина. Історико-філологічний збірник з регіональних проблем», «Вісник Житомирського державного університет імені Івана Франка», студентського науково-літературного часопису «Semper tiro». З 2012 року є членом редколегії наукового часопису «Епістема» (Польща).
З ініціативи Чиркова О. С. у 2012 році оголошено щорічний Всеукраїнський конкурс студентських наукових робіт, присвячених творчості Бертольта Брехта, до участі у якому запрошуються студенти вищих навчальних закладів України III—IV рівнів акредитації.
Чирков О. С. виступив ініціатором створення студентського театру-лабораторії «Бурсаки», головним режисером якої став аспірант кафедри, режисер Житомирського академічного українського музично-драматичного театру Авраменко П. М. Театр-лабораторія «Бурсаки» є унікальним студентським театральним проектом високого рівня не лише для міста Житомира, але й для України загалом.
Олександр Семенович Чирков сприяє налагодженню творчих зв'язків з провідними фахівцями, які працюють над проблемами теорії та історії драми, а також проблемами літературознавчої термінології. Людина творча, він своїми науковими розвідками, науково-педагогічною і перекладацькою діяльністю, театрознавчими студіями прагне утвердити право особистості на власну позицію в науці, мистецтві, педагогічній діяльності.

## Творчість
Поряд із науковою діяльністю О. С. Чирков, будучи талановитою творчою особистістю, написав низку власних творів російською мовою, які вирізняються передусім своєю притчевістю та філософською глибиною думок. Перша збірка притч побачила світ у 2012 році, а у 2013 році вийшла наступна книга притч «Камень и хлеб», а також притча в діалогах «Когда».

## Друковані праці

### Монографії та окремі видання
- Бертольт Брехт. — К.: Знання, 1971. — 48 с.
- Традиции и новаторство в драматургии Бертольта Брехта. Автореферат диссертации на соискание ученой степени кандидата филологических наук. — К., 1972. — 24 с.
- Воскреснувши з руїн (про культуру НДР). — К.: Знання, 1974. — 35 с.
- Бертольт Брехт. Про мистецтво театру (Упорядкування, вступна стаття, коментарі і переклад). — К.: Мистецтво, 1977. — 365 с.
- Бертольт Брехт. Життя і творчість. — К.: Дніпро, 1981. — 158 с.
- Эпическая драма (проблемы теории и поэтики). — К.: Вища школа, 1988. — 160 с.
- Эпическая драма. Проблемы теории. Поэтика. Автореферат диссертации на соискание ученой степени доктора филологических наук. — К., 1989. — 35 с.
- Драматургия восьмидесятых. Постигая время. — Житомир: Знання, 1990. — 31 с.
- Основи теорії літератури. Частина перша (у співавторстві з М. Дубиною). — К., 1997. — 63 с.
- Бертольт Брехт: театральные диалоги. — Житомир: АСА, 1999. — 112 с.
- Творящая личность. — Житомир: МАК, 2001. — 144 с.
- Метафоричний театр Петра Авраменка. — Житомир, 2012. — 208 с.
- Камень и хлеб (притчи). — Житомир, 2013. — 88 с.
- Когда (притча в диалогах). — Житомир, 2013. — 48 с.

### Видання, здійсненні за науковою редакцією
1. В. М. Пушкарская. Изучение классической зарубежной литературы в школе. / Под ред. А. С. Чиркова. — К.: Радянська школа, 1983. — 182 с.
2. Зарубіжна література. Пробний підручник для 11 класу загальноосвітніх шкіл. / За ред. проф. О. С. Чиркова. — Вежа, 1996, 1997, 1999. — 319 с.
3. Зарубіжна література. Підручник-хрестоматія для 11 класу загальноосвітніх шкіл. / За ред. проф. О. С. Чиркова. — Вежа, 1998, 2000, 2001. — 384 с.
4. Вивчення зарубіжної літератури в 11 класі. Методичний посібник для вчителів / За ред. проф. О. С. Чиркова. — Житомир: Полісся, 2003. — 202 с.
5. Вивчення зарубіжної літератури в 11 класі. Методичний посібник для вчителів / За ред. проф. О. С. Чиркова. — Житомир: Полісся, 2005. — 202 с.
6. Літературний твір: шляхи дослідження поетики. Збірка статей. / За ред. проф. О. С. Чиркова. — Житомир: Полісся. — 2006. — 218 с.
7. Андрій Зорницький. Драматургія та історико-культурний контекст. Монографія. / За науковою редакцією проф. О. С. Чиркова. — Житомир, 2007. — 242 с.

### Методичні посібники, розробки, рекомендації, програми
- Изучение современной зарубежной литературы в 10 классе. — К.: Радянська школа, 1982. — 182 с.
- Изучение героического эпоса народов мира в школе (часть первая). — Житомир, 1994. — 21 с.
- Основи теорії літератури. Програма для студентів перших курсів філологічних факультетів університетів і педінститутів (у співавторстві з М. Дубиною). — К., 1995. — 14 с.
- Програма з теорії літератури (у співавторстві). — К., 1998. — 48 с.
- Методичні поради до порядку здійснення тематичного оцінювання навчальних досягнень учнів із зарубіжної літератури (V—VIII кл.) — у співавторстві. — Житомир, 2001. — 42 с.
- Методичні поради до порядку здійснення тематичного оцінювання навчальних досягнень учнів із зарубіжної літератури (IX—XI кл.) — у співавторстві. — Житомир, 2001. — 42 с.
- Сто заданий для подготовки у олимпиаде по зарубежной литературе (у співавторстві). — Житомир, 2007. — 16 с.

### Статті
- Концепция творческих возможностей социалистического реализма в эстетике Б. Брехта // В. И. Ленин и проблемы художественной литературы. — Донецк: ДонГУ, 1969.
- Драматургічні принципи Б. Брехта і система Станіславського // Радянське літературознавство. — 1970. — № 8.
- За ознаками подібності (Б. Брехт і Л. Курбас) // Радянське літературознавство. — 1972. — № 3.
- Брехт і Мейєрхольд // Іноземна філологія. — 1972. — № 3.
- Через вогонь до ясності // Всесвіт. — 1973. — № 5.
- Самобутній талант митця // Літературна Україна. — 1973. — 13 лютого.
- Жанровое своеобразие драм-парабол Хельмута Байерля // Целостность художественного произведения и проблемы его анализа в школьном и вузовском изучении. — Донецк, 1978.
- Історична феска Б. Брехта // Всесвіт. — 1978. — № 2.
- Гуго Гартунг. Післямова // Г. Гартунг. Ми — вундеркінди. — К.: Дніпро, 1978.
- Гуго Гартунг // Друг читача. — 1978. — 29 червня.
- Елин Пелин. Передмова // Елин Пелин. Весняний міраж. — К.: Дніпро, 1980.
- Гарриет Бичер-Стоу и ее роман «Хижина дяди Тома». Послесловие // Г. Бичер-Стоу «Хижина дяди Тома». — К.: Веселка, 1981, 1982.
- Гунтер де Бройн і його роман. Післямова // Гунтер де Бройн. Буриданів осел. — К.: Дніпро, 1983. — С. 205—212.
- Біля джерел теорії епічної драми // Радянське літературознавство — 1984. — № 12. — С. 16-21.
- Вопросы изучения межжанровых («диффузных») образований на практических занятиях по теории литературы // Пути и формы совершенствования подготовки учителя к работе в сельской школе в свете решений XXVII съезда КПСС. Основные направления реформы общеобразовательной и профессиональной школы. — Житомир, 1987. — С. 114—116.
- Драма (в соавторстве с С. Дывничем и Л. Мороз) // Українська енциклопедія. — 1988, т. 2. — С. 105—107.
- Сын неспокойного времени. Послесловие // Джеймс Олдридж. Последний дюйм. — К.: Радянська школа, 1989. — С. 380—383.
- Опрокинутое время // Проблемы целостного анализа литературного произведения. — Донецк: ДонГУ, 1992.
- На сломе времени. Послесловие // Николай Никитенко. Молитва. — К., 1994. — С. 3-4.
- Мифотворчество и драматургия абсурда // Поэзия русского и украинского авангарда: история, поэтика, традиция. — Херсон, 1994. — С. 5.
- Проблемы духовности и духовной культуры // Духовне відродження. Наукові праці, статті, тези. — Житомир, 1995. — С. 3-6.
- Шлях через XX століття // Зарубіжна література. Пробний підручник для 11 класу загальноосвітніх шкіл. — К.: Вежа, 1996, 1997, 1999. — С. 5-12.
- На рубіжі віків мій вік тече // Зарубіжна література. Пробний підручник для 11 класу загальноосвітніх шкіл. — К.: Вежа, 1996, 1997, 1999. — С. 12-19.
- Вік безперервних воєн і революцій // Зарубіжна література. Пробний підручник для 11 класу загальноосвітніх шкіл. — К.: Вежа, 1996, 1997, 1999. — С. 100—118.
- Прощавай, зброє? // Зарубіжна література. Пробний підручник для 11 класу загальноосвітніх шкіл. — К.: Вежа, 1996, 1997, 1999. — С. 216—221.
- Райнер Марія Рільке // Зарубіжна література. Пробний підручник для 11 класу загальноосвітніх шкіл. — К.: Вежа, 1996, 1997, 1999. — С. 88-100.
- Бертольт Брехт // Зарубіжна література. Пробний підручник для 11 класу загальноосвітніх шкіл. — К.: Вежа, 1996, 1997, 1999. — С. 159—172.
- Ернест Хемінгуей // Зарубіжна література. Пробний підручник для 11 класу загальноосвітніх шкіл. — К.: Вежа, 1996, 1997, 1999. — С. 181—190.
- Брехтівська версія легенди // Зарубіжна література. — 1996. — № 9.
- Іван Франко про роль суб'єктивного фактору у творчому процесі // Іван Франко і творення української суверенної держави. Матеріали всеукраїнської міжвузівської наукової конференції до 140-річчя від дня народження І. Франко. — К.: 1996. — С. 116—119.
- Художественный текст как форма выражения авторского сознания // Художественный текст: аспекты изучения. — Житомир: Полиграфика, 1997. — С. 3-6.
- «Матінка Кураж» у двох інтерпретаціях // Зарубіжна література. — 1998. — № 5 (69).
- З'ясування елементів теорії літератури при вивченні драматичних творів у старших класах // Вивчення нових тем у шкільному курсі української літератури. — Житомир, 1998. — С. 120—129.
- Драма про Кармелюка // Орієнтир. — 1998. — 6 серпня.
- Дума про Устима Кармелюка. Історична драма у контексті сучасності // Житомирщина. — 1998. — 29 вересня.
- Поет тридцятого століття // Зарубіжна література. — 1998. — № 5 (69).
- «Життя Галілея» — не трагедія // Зарубіжна література. — 1998. — № 5 (69).
- Бертольт Брехт. «Життя Галілея» // Зарубіжна література. * Підручник для 11 класу загальноосвітньої школи. — К.: Вежа, 1998, 2000, 2001. — С. 200—212.
- Ясунарі Кавабата. Тисяча журавлів // Зарубіжна література. Підручник для 11 класу загальноосвітньої школи. -К.: Вежа, 1998, 2000, 2001. — С. 283—306.
- Райнер Марія Рільке. Поезія // Зарубіжна література. Підручник для 11 класу загальноосвітньої школи. — К.: Вежа, 1998, 2000, 2001. — С. 159—165.
- Ернест Хемінгуей. «Кішка на дощі» // Зарубіжна література. Підручник для 11 класу загальноосвітньої школи. — К.: Вежа, 1998, 2000, 2001. — С. 250—255.
- Щоб учні могли висловлювати власні естетичні судження про художній твір // Всесвітня література. — 2001. — № 3. — С. 45-47.
- Драма-концепція // Лексикон загального та порівняльного літературознавства. — Чернівці. — 2004. — С. 157.
- Драма-парабола // Лексикон загального та порівняльного літературознавства. — Чернівці. — 2004. — С. 15.
- Драма-хроніка // Лексикон загального та порівняльного літературознавства. — Чернівці. — 2004. — С. 157—158.
- Драматична хроніка-алегорія // Лексикон загального та порівняльного літературознавства. — Чернівці. — 2004. — С. 158—159.
- Драматургія // Лексикон загального та порівняльного літературознавства. — Чернівці. — 2004. — С. 161.
- Драматургія обробок // Лексикон загального та порівняльного літературознавства. — Чернівці. — 2004. — С. 161—162.
- Епічна драма // Лексикон загального та порівняльного літературознавства. — Чернівці. — 2004. — С. 184—185.

Автор численних театральних рецензій та театрознавчих розвідок.